# Philidris nagasau
Philidris nagasau — вид мурашок підродини Dolichoderinae.

## Поширення
Вид є ендеміком Фіджі.

## Опис
Дрібні мурахи коричневого кольору (завдовжки 3-5 мм), гладенькі з довгими рідкісними волосками. Голова з виїмкою на потилиці. Очі розташовані трохи попереду середньої лінії голови. Вусики самиці і робітника 12-членикові (у самців антени складаються з 13 сегментів). Мандибули робочих з 9-12 зубцями. Нижньощелепні щупики 6-членикові, нижньогубні щупики складаються з 4 сегментів. Гомілки середніх і задніх ніг з однією апікальною шпорою. Заднегрудка округла без проподеальних шипиків. Стеблинка між грудкою і черевцем складається з одного сегмента (петіоль).

## Спосіб життя
Деревний вид. Цікаві тим, що самі вирощують свої домівки. Рослини-господарі з роду мірмекофітних рослин Squamellaria є епіфітами. Мурахи збирають насіння цих рослин та висаджують у тріщинах кори дерев. Коли рослина виростає, утворює спеціальні порожнисті структури — домації, в яких мурахи облаштовують мурашник.